# إعادة القوزاقيين إلى أوطانهم بعد الحرب العالمية الثانية
جرت إعادة القوزاقيين إلى أوطانهم بعد أن سلمت القوات البريطانية والأمريكية القوزاقيين، وهم مجموعة أثنية من الروس والأوكرانيين كانوا ضد الاتحاد السوفيتي، إلى الاتحاد السوفيتي بعد الحرب العالمية الثانية. وُوفِق على عمليات الإعادة إلى الوطن في مؤتمر يالطا، وقد ادعى جوزيف ستالين أن العائدين مواطنون سوفيتيون اعتبارًا من عام 1939، رغم أن العديد منهم غادروا روسيا قبل أو بعد انتهاء الحرب الأهلية الروسية مباشرة أو وُلدوا في الخارج.
قاتل معظم القوزاقيين والروس الحلفاء، السوفييت على وجه التحديد، خدمة لدول المحور، ألمانيا النازية بالخصوص، ومع ذلك شملت عمليات الإعادة المدنيين غير المقاتلين. أشار الجنرال بولياكوف والعقيد تشيرشنيف إليها باعتبارها «مذبحة القوزاق بليينز».

## خلفية
انحاز قادة القوزاقيين وحكوماتهم، على نحو عام، خلال الحرب الأهلية الروسية (1917-1923)، إلى الحركة البيضاء. جرى، نتيجة لذلك، تعبئة غالبية جنود القوزاق ضد الجيش الأحمر. فر العديد من جنود القوزاق، مع انتصار السوفييت في الحرب الأهلية، إلى الخارج، إلى بلدان تقع في أوروبا الوسطى والغربية، خوفًا من الأعمال الانتقامية وسياسات البلاشفة للقضاء على القوزاقيين. شكلوا، في المنفى، منظماتهم المناهضة للشيوعية أو انضموا إلى جماعات أخرى من المهاجرين الروس مثل الاتحاد العام للمقاتلين الروس.
عانى القوزاقيون الذين بقوا في روسيا قمعًا مستمرًا لأكثر من عقد، وقد شمل القمع تقسيم أراضي تيريك والأورال وسميريتشي، وعمليات الاستيعاب الثقافي القسري، وقمع الكنيسة الأرثوذكسية الروسية، والترحيل، وأخيرًا المجاعة السوفيتية لسنوات 1932-1933. توقفت أعمال القمع، وأُعيدت بعض الامتيازات، بعد نشر ميخائيل شولوخوف لرواية الدون الهادئ (1934).

## الحرب العالمية الثانية
بعد أن شن أدولف هتلر غزو الاتحاد السوفيتي في 22 يونيو 1941، أشاد العديد من قادة القوزاق المناهضين للشيوعية، بما في ذلك الأتامان كوبان نومينكو، والأتامان تيريك فدوفينكو، والزعيم السابق بيوتر كراسنوف، ورئيس مجلس القوزاق الوطني فاسيلي غلازكوف، بالحملة الألمانية. رغم هذا الدعم المستمر، رفض هتلر وغيره من كبار المسؤولين في البداية أن يقوم مهاجرو القوزاق بأي دور عسكري أو سياسي في الحرب ضد الاتحاد السوفيتي. لم يحدث ذلك حتى عام 1942، حين بدأت وزارة الرايخ للأراضي الشرقية المحتلة في توظيف مهاجري القوزاق لأغراض دعائية وإدارية.
في حين تباطئ كبار المسؤولين النازيين في احتضان القوزاقيين المناهضين للشيوعية، استغل بعض القادة الميدانيين الفيرماخت القوزاقيين المنشقين عن الجيش الأحمر منذ صيف عام 1941. وُحدت، في أوائل عام 1943، معظم وحدات القوزاقيين التي تقاتل مع الجيش الألماني في فرقة فرسان القوزاق الأولى تحت قيادة الجنرال هيلموث فون بانويتز. نُشرت فرقة فرسان القوزاق، في وقت لاحق من ذلك العام، في يوغوسلافيا التي تحتلها دول المحور لمحاربة بارتيزان تيتو. أُدرجت الفرقة، في أواخر عام 1944، في قوات فافن إس إس، واندمجت في فرقة الفرسان القوزاق إس إس الخامس عشر.
تألفت مجموعة قوزاقية أخرى، ارتبط مصيرها بالألمان، من نحو 25,000 من اللاجئين القوزاق والجنود غير النظاميين الذين أجلوا شمال القوقاز إلى جانب الجيش الألماني في عام 1943. هاجرت هذه المجموعة المعروفة باسم «كوساشي ستان» بين جنوب أوكرانيا ونوفوغرودوك (بيلاروسيا) وتولميزو (إيطاليا)، واضطرت عند نهاية الحرب إلى الانسحاب إلى ليينز في النمسا المحتلة من جانب الحلفاء.

## مؤتمرا يالطا وطهران
حددت اتفاقيات مؤتمري يالطا وطهران، التي وقعها الرئيس الأمريكي روزفلت ورئيس الوزراء السوفيتي جوزيف ستالين ورئيس الوزراء البريطاني تشرشل، مصير القوزاقيين الذين لم يحاربوا للاتحاد السوفيتي، وكان العديد منهم أسرى حرب نازيين. حصل ستالين على موافقة الحلفاء بإعادة كل من انتسب إلى «السوفيت» من الأسرى إلى وطنه، ويعود ذلك إلى خشية قادة الحلفاء من تأخير السوفييت أو رفضهم إعادة أسرى الحلفاء الذين حررهم الجيش الأحمر من معسكرات أسرى الحرب النازية.
رغم عدم اشتمال اتفاق ترحيل جميع المواطنين «السوفيت» على المهاجرين الروس البيض الذين فروا خلال الثورة البلشفية قبل إنشاء الاتحاد السوفيتي، فقد جرت المطالبة بجميع أسرى الحرب القوزاقيين في وقت لاحق. سأل تشرشل ستالين، بعد مؤتمر يالطا: «هل قاتل القوزاقيين والأقليات الأخرى ضدنا؟» أجاب ستالين: «لقد قاتلوا بضراوة، ناهيك عن الوحشية، في صفوف الألمان».
أقنع الجنرال كراسنوف وغيره من قادة القوزاق، في عام 1944، هتلر بالسماح لقوات القوزاق، وكذلك المدنيين والقوزاقيين غير العسكريين، بالاستقرار بشكل دائم في كارنيا، في جبال الألب. انتقل القوزاقيون إلى هناك وأنشأوا حاميات ومستوطنات، واستولوا على المنازل بطرد السكان منها، إلى جانب عدد من المواقع والمراكز الإدارية، والكنائس، والمدارس والوحدات العسكرية. قاتلوا الثوار واضطهدوا السكان المحليين، وارتكبوا العديد من الفظائع. أدت التدابير المتمثلة في إخلاء سكان المنطقة الإيطاليين من منازلهم واتخاذ تدابير صارمة بشأن عدم السماح لثوار التلال «بعبور تلك المناطق أحياءً» إلى تداول لقب «القوزاق البربريون».
أمر الثوار الإيطاليون بقيادة الجنرال كونتي، بعد أن تقدم الحلفاء من وسط إيطاليا إلى جبال الألب الإيطالية، القوزاقيين بمغادرة كارنيا والتوجه شمالًا إلى النمسا. أبقى الجيش البريطاني، بالقرب من ليينز، القوزاقيين في معسكر أُنشئ على عجل. زودهم البريطانيون بالطعام لبضعة أيام، وفي الوقت نفسه، اقتربت الوحدات المتقدمة للجيش الأحمر بضعة أميال شرقًا، وتقدمت بسرعة لمواجهة الحلفاء. نقل البريطانيون، في 28 مايو 1945، 2,046 من ضباط وجنود القوزاق، منزوعي السلاح، بما في ذلك جنرالات سلاح الفرسان بيوتر كراسنوف وأندريه شكورو، إلى بلدة قريبة يسيطر عليها الجيش الأحمر، وسلموهم إلى قائد الجيش الأحمر، الذي أمر بمحاكمتهم بتهمة الخيانة. لم يكن العديد من قادة القوزاق من مواطني الاتحاد السوفيتي، فقد فروا من روسيا الثورية عام 1920، ومن ثم اعتقدوا أنه لا يمكن اتهامهم بالخيانة. أُعدم بعضهم على الفور. حوكم ضباط رفيعو المستوى في موسكو ثم أُعدموا. شُنق كراسنوف وشكورو في ساحة عامة في 17 يناير 1947. قرر الجنرال الفيرماختي هيلموث فون بانويتز، الذي كان له دور أساسي في تشكيل وقيادة القوزاقيين الذين أُخذوا من معسكرات أسرى الحرب النازية لمحاربة الاتحاد السوفيتي، مشاركة القوزاقيين في العودة إلى الوطن السوفيتي، وقد أُعدم بتهمة ارتكاب جرائم حرب، إلى جانب خمسة جنرالات وأتامانات قوزاقيين في موسكو عام 1947.
وضع البريطانيون، في 1 يونيو 1945، نحو 32,000 قوزاقي (مع نسائهم وأطفالهم) في القطارات والشاحنات وسلموهم إلى الجيش الأحمر لإعادتهم إلى الاتحاد السوفيتي، وقد جرت عمليات إعادة مماثلة في تلك السنة في مناطق الاحتلال الأمريكي في النمسا وألمانيا. أُرسل معظم القوزاقيين إلى معسكرات الاعتقال في أقصى شمال روسيا وسيبيريا، ومات العديد منهم، وهرب بعضهم، وعاش آخرون حتى عفو نيكيتا خروتشوف الصادر في سياق سياساته لاجتثاث الستالينية (انظر أدناه). أُعيد ما مجموعه نحو مليوني شخص إلى الاتحاد السوفيتي في نهاية الحرب العالمية الثانية.